# بیمارستان حضرت ولی‌عصر (فسا)
بیمارستان حضرت ولی‌عصر بیمارستانی است آموزشی- درمانی در فسا، جنوب استان فارس که تحت پوشش دانشگاه علوم پزشکی فسا قرار دارد و این بیمارستان در سال۷۸ شروع به ساخت کرد، و در سال ۱۳۸۶ با هزینه ۱۳۰ میلیارد ریال در زمینی به مساحت ۶۹ هکتار با زیربنای ۲۴ هزار متر مربع و ۹۶ تخت افتتاح شده‌ است. 
بیمارستان حضرت ولی عصر، هم اکنون با ۲۵۱ تخت مصوب و ۳۲۲ تخت فعال، دارای بخش‌های قلب، داخلی، اطفال، جراحی، زنان، اتفاقات، آزمایشگاه، رادیولوژی، فیزیوتراپی، آنژیوگرافی، سونوگرافی، سی‌تی‌اسکن، سی‌سی‌یو آی‌س ی‌یو و سنگ شکن و... و درمانگاه‌های تخصصی و فوق تخصصی است.